# 海丰莕菜
海丰莕菜（學名：Limnanthemum coronatum Dunn）莕菜属水生植物，极度濒危种。其花直径約3（0.12英寸），黄色，长花柱呈开裂状。约1912年在中国发现，随后植物界再无相关发现资料。由于一直未发现活体及标本，将其列入疑似种。直至2013年12月，武汉植物园科研人员肖克炎采集到一种莕菜属未知植物标本，经研究确认为海丰莕菜，并将结果发表在国际植物分类学期刊《Phytotaxa》上后正式确认并发表。